# Bey (Saône-et-Loire)
Bey é uma comuna francesa na região administrativa de Borgonha-Franco-Condado, no departamento Saône-et-Loire. Estende-se por uma área de 8,94 km². Em 2010 a comuna tinha 872 habitantes (densidade: 97,5 hab./km²).